# 범죄도시2
《범죄도시2》(The Roundup)는 2022년에 개봉한 대한민국의 범죄 액션 영화이자 28번째 천만 관객 돌파 영화이다. 2017년 영화 《범죄도시》의 속편으로, 이 작품은 영화 《다만 악에서 구하소서》 촬영지이다. 2021년 10월 4일 남문철이 대장암으로 투병 중 사망했으나 남문철의 영화 유작이다.
범죄도시 시리즈의 2편에서는 박병식 역을 맡은 홍기준이 2020년 3월 음주운전 물의로 인해 출연하지 않고 오동균 역을 맡은 허동원이 금천서 브레인 형사였으나 마석도의 오른팔 형사로 투입되고, 강홍석 역을 맡은 하준이 막내 형사였으나 금천서 브레인 형사로 투입되고, 그리고 새로운 금천서 막내 형사 김상훈 역을 맡은 정재광이 새로 합류한다. 전편의 조연출 담당이었던 이상용이 감독을 맡았다.
2편에서는 주연이 3명이자, 주인공 마석도 역을 맡은 마동석은 강해상 일당의 납치 살해범을 복수하는 괴물형사이다. 새로운 메인 빌런 및 최종 보스 악남 강해상 역을 맡은 손석구는 국외, 국내 납치 살인의 역대급 최강빌런이며 모티브가 필리핀 관광객 연쇄 표적납치 살인사건의 최세용, 김종석, 김성곤을 혼합했다. 그리고 서브 주인공 전일만 반장 역을 맡은 최귀화는 서울금천경찰서 강력반 반장이자 바람 잘날 없는 반장이다.
조연급의 새로운 중간 보스 악남 장씨 형제 (장기철 & 장순철) 역을 맡은 음문석 & 김찬형은 강해상이 고용한 살인청부업자이다.
흥행 성적에 따라, 이 영화는 한국 박스 오피스 1위를 차지했고 467,525명의 관객을 동원했는데, 이는 지난 882일 동안 한국 영화로는 최고의 오프닝이다. 2022년 국내 영화로는 처음으로 18일 만에 800만 관객을 돌파했다. 한국 영화 위원회가 선정한 대한민국 영화 순위 17위, 대한민국 영화 순위 28위, 한국 영화 위원회가 선정한 대한민국 영화 순위 27위에 올랐다. 그리고 2022.06.11 1000만 관객 돌파 했다  천만 관객 돌파한  영화중 28번째이다.
본 작의 주적은 국외, 국내 납치 살인이다.
2023년 5월 31일, 후속작 《범죄도시3》가 개봉하였다.

## 줄거리
- 마동석 : 마석도 역 (일본 더빙: 코야마 리키야) - 서울금천경찰서 강력반 부반장. 아니, 이 나라 법이, 우리나라 사람들 못 지키면 우리라도 좀 지켜야 되는 거 아닌가? (일본어:いや、この国の法が、我が国の人々を守れないなら、私たちも少し守らなければならないのではないか？)

- 손석구 : 강해상 역 (일본 더빙: 미카미 사토시) - 2편의 메인 빌런이자 최종 보스. 너 납치된 거야 (일본어:あなた 拉致されたんだよ。)

- 최귀화 : 전일만 역 (일본 더빙: 니시무라 타이스케) - 서울금천경찰서 강력반 반장. 전양심이라고 써버렸네. (일본어:全良心だと書いてしまった。)

- 박지환 : 장이수 역 (일본 더빙: 사토 세츠지) - 코리안국제드림결혼사무소 사장. 니 내 누군지 아니? 내 하얼빈의 장첸이야! (일본어:お前、僕が誰だか知ってるか？ 私のハルビンのジャンチェンだよ！)

- 허동원 : 오동균 역 (일본 더빙: 츠치다 히로시) - 서울금천경찰서 강력반 마석도의 오른팔 형사. 내비게이션이라고 아나? 그거 치면 다 나온다. (일본어:カーナビって知ってる？ それ打てば全部出てくる。)

- 하준 : 강홍석 역 (일본 더빙: 미야자키 유우) - 서울금천경찰서 강력반 브레인 형사. 아껴 타라. 괜히 막 작전 뛴다고 갖다박지 말고. (일본어:大切に乗れ。 無駄に作戦を立てるんじゃなくて。)

- 정재광 : 김상훈 역 (일본 더빙: 타나카 히카루) - 서울금천경찰서 강력반 막내 형사. 경찰이다! 움직이지 마. (일본어:警察だ！動かないで。)

- 남문철 : 최춘백 역 - 조은캐피탈 회장. 돈도 챙기고 우리 애도 죽었는데, 너는 무사할 줄 알았니? (일본어:お金も持って行って、うちの息子も死んだのに、あなたは無事だと思った？)

- 박지영 : 김인숙 역 - 최춘백의 아내. 용기나, 애 아빠나, 아무리 죄는 많지만 제 가족이에요. 어떻게해서든 저 놈 꼭 잡아주세요. (일본어: 勇気も、子供の父親も、いくら罪はたくさんありますが、私の家族です。 どうしてもあいつをしっかり捕まえてください。)

- 음문석 : 장기철 역 - 2편의 중간 보스, 강해상이 고용한 살인청부업자이자 장순철의 형. 돈 더 줘야 돼. (일본어:お金をもっとあげないと。)

- 김찬형 : 장순철 역 - 2편의 중간 보스, 강해상이 고용한 살인청부엽자이자 장기철의 동생. 우리 믿어? 너는? (일본어:私たちを信じる？あなたは？)

- 이규원 : 두익 역 - 강해상의 오른팔. 역시 외국이 일하기가 좋아? 경찰도 느슨하겠다. 작업하기도 좋고. (일본어:やっぱり外国が働きやすいか？ 警察も緩そうだ。 作業にもいいし。)
- 전진오 : 유종훈 역 - 금은방 강도단
- 이다일 : 이종두 역 - 금은방 강도단
- 김영성 : 김기백 역 - 금은방 강도단
- 차우진 : 최용기 역 - 리조트 사업가, 최춘백과 김인숙의 외아들.
- 박광재 : 박 실장 역 - 조은캐피탈 실장, 최춘백의 오른팔.

“느낌 오지? 이 놈 잡아야 하는 거”
가리봉동 소탕작전 후 4년 뒤, 금천서 강력반은 베트남으로 도주한 용의자를 인도받아 오라는 미션을 받는다. 괴물형사 ‘마석도’(마동석)와 ‘전일만’(최귀화) 반장은 현지 용의자에게서 수상함을 느끼고, 그의 뒤에 무자비한 악행을 벌이는 ‘강해상’(손석구)이 있음을 알게 된다. ‘마석도’와 금천서 강력반은 한국과 베트남을 오가며 역대급 범죄를 저지르는 ‘강해상’을 본격적으로 쫓기 시작하는데...
나쁜 놈들 잡는 데 국경 없다!
통쾌하고 화끈한 범죄 소탕 작전이 다시 펼쳐진다!

## 제작진

### 각본
- 김민성

## 캐스팅 정보
(†) 표시는 영화 상에서 사망한 인물이다.

### 주요 인물
| 연기자 | 배역 + 원여명 | 배역 + 원여명 | 성별 | 인간관계                                                                                         | 인간관계                                                                                              | 인간관계                                             | 출생                          | 신체              | 언어         | 소속                                      | 배역 설명                                                                       | 등장인물 | 직업                              | 무기               | 특별무기                      | 비유동물 |
| 연기자 | 배역 + 원여명 | 배역 + 원여명 | 성별 | 우호적인 관계                                                                                    | 적대적인 관계                                                                                         | 애매한 관계                                          | 출생                          | 신체              | 언어         | 소속                                      | 배역 설명                                                                       | 등장인물 | 직업                              | 무기               | 특별무기                      | 비유동물 |
| ------ | ------------- | ------------- | ---- | ------------------------------------------------------------------------------------------------ | --- | ---------------------------------------------------- | ----------------------------- | ----------------- | ------------ | ----------------------------------------- | ------------------------------------------------------------------------------- | -------- | --------------------------------- | ------------------ | ----------------------------- | -------- |
| 마동석 | 마석도        | Ma Seok-do    | 남성 | 전일만, 장이수, 오동균, 강홍석, 김상훈, 김인숙, 박창수, 베트남 트란 형사, 휘발유, 식용유, 이상용 | 강해상, 장기철, 장순철, 두익, 짱구                                                                    | 최춘백, 유종훈, 이종두, 김기백, 최용기, 라꾸, 까불이 | 1971년 3월 1일 (37세), 돼지띠 | 178cm, 120kg, O형 | 한국어, 영어 | 서울금천경찰서 강력1반 부반장 (1편, 현재) | 대체불가 괴물형사 (백화한 기도)                                                 | 경찰     | 아마추어 복서 → 경찰공무원 (형사) | 맨몸 (사실상 주먹) |                               |          |
| 손석구 | 강해상        | Kang Hae-sang | 남성 | 장기철, 장순철, 두익, 유종훈, 이종두                                                             | 마석도, 전일만, 장이수, 오동균, 강홍석, 김상훈, 최춘백, 박 실장, 김인숙, 은갈치, 사마귀, 김교범(애꾸) | 김기백                                               | 불명                          | 179cm, 80kg       | 한국어       | 렌터카 사장 (이전 시절)                   | 역대급 최강빌런 (인간말종 1. 이 영화의 메인 빌런이자 최종 보스. 흑화한 문 형사) | 범죄자   | 전직 렌터카 사장                  | 맨몸, 마체테, 단검 | 프라이팬, 버스 등바지, 와이퍼 | 사자     |
| 최귀화 | 전일만        | Jeon Il-man   | 남성 | 마석도, 장이수, 오동균, 강홍석, 김상훈, 김인숙, 박창수, 베트남 트란 형사, 휘발유, 식용유, 이상용 | 강해상, 장기철, 장순철, 두익, 짱구                                                                    | 최춘백, 유종훈, 이종두, 김기백, 최용기, 라꾸, 까불이 | 1971년 (37세), 돼지띠         | 181cm, 72kg, AB형 | 한국어, 영어 | 서울금천경찰서 강력1반 반장               | 바람 잘날 없는 반장 (본작의 서브 주인공.)                                       | 경찰     | 경찰공무원 (형사)                 | 리볼버             |                               |          |

### 조연
| 연기자    | 배역                        | 성별 | 인간관계                                       | 인간관계                                                       | 인간관계                       | 출생                            | 언어         | 소속                                        | 배역 설명                                                          | 등장인물 | 직업                  | 무기                 |
| 연기자    | 배역                        | 성별 | 우호적인 관계                                  | 적대적인 관계                                                  | 애매한 관계                    | 출생                            | 언어         | 소속                                        | 배역 설명                                                          | 등장인물 | 직업                  | 무기                 |
| --------- | --------------------------- | ---- | ---------------------------------------------- | -------------------------------------------------------------- | ------------------------------ | ------------------------------- | ------------ | ------------------------------------------- | ------------------------------------------------------------------ | -------- | --------------------- | -------------------- |
| 박지환    | 장이수                      | 남성 | 마석도, 전일만, 오동균, 강홍석, 김상훈, 김인숙 | 강해상, 장기철, 장순철                                         | 김교범(애꾸)                   | 1971년 (37세)                   | 한국어       | 전 이수파 두목 (1편)                        | 새로운 삶을 꿈꾸는 (본작의 조력자 1이자 신 스틸러 및 개그 캐릭터)  | 범죄자   | 코리안드림사무소 사장 | 맨몸 (1편), 잭나이프 |
| 허동원    | 오동균                      | 남성 | 마석도, 전일만, 장이수, 강홍석, 김상훈, 김인숙 | 강해상, 장기철, 장순철, 짱구                                   | 최춘백, 유종훈, 이종두, 김기백 | ?                               | 한국어       | 금천경찰서 강력반 맏형 (마석도의 오른팔)    | 촉이 남다른 맏형 형사                                              | 경찰     | 경찰공무원 (형사)     |                      |
| 하준      | 강홍석                      | 남성 | 마석도, 전일만, 장이수, 오동균, 김상훈, 김인숙 | 강해상, 장기철, 장순철, 짱구                                   | 최춘백, 유종훈, 이종두, 김기백 | ?                               | 한국어       | 금천경찰서 강력반 브레인                    | 금천서의 브레인                                                    | 경찰     | 경찰공무원 (형사)     | 맨몸                 |
| 정재광    | 김상훈                      | 남성 | 마석도, 전일만, 장이수, 오동균, 강홍석, 김인숙 | 강해상, 장기철, 장순철, 짱구                                   | 최춘백, 유종훈, 이종두, 김기백 | ?                               | 한국어       | 금천경찰서 강력반 열혈 막내 형사            | 패기 넘치는 신입 형사                                              | 경찰     | 경찰공무원 (형사)     | 삼단봉               |
| 故 남문철 | 최춘백                      | 남성 | 최용기, 박 실장                                | 강해상, 장기철, 장순철                                         | 오동균                         | ?                               | 한국어       | 조은캐피탈 회장                             | 용기의 친부 (본작의 만악의 근원이자 히든 보스. 최대 피해자)        | 범죄자   | 사채업자              |                      |
| 박지영    | 김인숙                      | 여성 | 마석도, 전일만, 장이수, 오동균, 강홍석, 김상훈 | 강해상, 장기철, 장순철                                         | 최춘백, 최용기                 | ?                               | 한국어       | 최춘백 회장의 아내                          | 용기의 친모 (본작의 피해자 7)                                      | 일반인   | ?                     |                      |
| 이주원    | 박창수                      | 남성 | 마석도, 전일만, 트란 형사, 휘발유, 식용유      |                                                                |                                | ?                               | 한국어, 영어 | 주 호치민 대한민국 총영사관의 경찰 주재관.  | 베트남에서 활동한 영사관                                           | 경찰     | 경찰공무원 (형사)     |                      |
| 음문석    | 장씨 형제 (장기철 & 장순철) | 남성 | 강해상, 장순철                                 | 마석도, 전일만, 장이수, 오동균, 강홍석, 김상훈, 최춘백, 김인숙 |                                | 1970년 2월 25일 (37세), 개띠    | 한국어       | 강해상이 고용한 살인청부업자, 장순철의 형   | 인간말종 2. 본작의 한국 파트의 중간 보스 1.                        | 범죄자   | 살인청부업자          | 택티컬 나이프        |
| 김찬형    | 장씨 형제 (장기철 & 장순철) | 남성 | 강해상, 장기철                                 | 마석도, 전일만, 장이수, 오동균, 강홍석, 김상훈, 최춘백, 김인숙 | 김교범(애꾸)                   | 1971년 12월 13일 (36세), 돼지띠 | 한국어       | 강해상이 고용한 살인청부업자, 장기철의 동생 | 인간말종 3. 본작의 한국 파트의 중간 보스 2.                        | 범죄자   | 살인청부업자          | 도끼                 |
| 이규원    | 두익(†)                     | 남성 | 강해상, 유종훈, 이종두                         | 마석도, 전일만, 최용기, 김기백, 은갈치, 사마귀                 |                                | ?                               | 한국어       | 강해상의 오른팔                             | 인간말종 4. 본작의 베트남 파트의 중간 보스이자 메인 빌런의 오른팔. | 범죄자   | ?                     | 칼                   |

### 그 외
| 연기자 | 배역              | 성별 | 인간관계                               | 인간관계                                                       | 인간관계                                             | 출생                   | 언어   | 소속                                                                     | 등장인물 | 직업              | 무기 |
| 연기자 | 배역              | 성별 | 우호적인 관계                          | 적대적인 관계                                                  | 애매한 관계                                          | 출생                   | 언어   | 소속                                                                     | 등장인물 | 직업              | 무기 |
| ------ | ----------------- | ---- | -------------------------------------- | -------------------------------------------------------------- | ---------------------------------------------------- | ---------------------- | ------ | ------------------------------------------------------------------------ | -------- | ----------------- | ---- |
| 전진오 | 유종훈            | 남성 | 강해상, 두익, 이종두, 김기백           | 최용기                                                         | 마석도, 전일만, 오동균, 강홍석, 김상훈               |                        | 한국어 | 가리봉동 금은방 강도단 (본작의 피해자 5, 진실의 방의 주인공)             | 범죄자   | ?                 |      |
| 이다일 | 이종두(†)         | 남성 | 강해상, 두익, 유종훈, 김기백           | 최용기                                                         | 마석도, 전일만, 오동균, 강홍석, 김상훈               |                        | 한국어 | 가리봉동 금은방 강도단 (본작의 피해자 2)                                 | 범죄자   | ?                 |      |
| 김영성 | 김기백(†)         | 남성 | 유종훈, 이종두                         | 최용기                                                         | 마석도, 강해상, 전일만, 오동균, 강홍석, 김상훈, 두익 |                        | 한국어 | 가리봉동 금은방 강도단 (본작의 피해자 1)                                 | 범죄자   | ?                 |      |
| 차우진 | 최용기(†)         | 남성 | 최춘백, 김인숙                         | 강해상, 두익, 유종훈, 이종두, 김기백                           |                                                      | 1980년 6월 17일 (28세) | 한국어 | 리조트 사업가 (본작의 사건의 발단이 된 인물, 최춘백과 김인숙의 외동아들) | 범죄자   | 사채업자          |      |
| 박광재 | 박 실장(†)        | 남성 | 최춘백                                 | 강해상                                                         |                                                      |                        | 한국어 | 조은캐피탈 실장 (본작의 피해자 6, 최춘백의 오른팔)                       | 범죄자   | 사채업자          | 맨몸 |
| 백승익 | 은갈치(†)         | 남성 | 최춘백, 사마귀, 까불이                 | 강해상, 두익                                                   |                                                      |                        | 한국어 | 최춘백이 고용한 킬러들의 두목 (본작의 피해자 4)                          | 범죄자   | 조직폭력배        | 칼   |
| 최재훈 | 사마귀(†)         | 남성 | 최춘백, 은갈치, 까불이                 | 강해상, 두익                                                   |                                                      |                        | 한국어 | 최춘백이 고용한 킬러들의 행동대장 (본작의 피해자 3)                      | 범죄자   | 조직폭력배        |      |
| 우강민 | 라꾸              | 남성 | 까불이                                 |                                                                | 마석도, 전일만                                       |                        | 한국어 | 베트남 사설 도박장의 한국인 조폭                                         | 범죄자   | 조직폭력배        |      |
| 강덕중 | 까불이            | 남성 | 은갈치, 사마귀, 라꾸                   |                                                                | 마석도, 전일만                                       |                        | 한국어 | 베트남 사설 도박장의 라꾸 부하                                           | 범죄자   | 조직폭력배        |      |
| 송요셉 | 트란              | 남성 | 마석도, 전일만, 박창수                 |                                                                |                                                      |                        | 영어   | 베트남 공안부 형사                                                       | 경찰     | 경찰공무원 (형사) |      |
| 서문호 | 식용유            | 남성 | 마석도, 전일만, 박창수, 휘발유         |                                                                |                                                      |                        | 한국어 | 휘발유가 새로 영입한 부하 (본작의 조력자 4)                              | 일반인   | ?                 |      |
| 한우열 | 김교범(애꾸 선장) | 남성 |                                        | 강해상                                                         | 장이수, 장순철                                       |                        | 한국어 | 백령예인선 선장                                                          | 범죄자   | ?                 |      |
| 권혁범 | 짱구              | 남성 |                                        | 마석도, 전일만, 오동균, 강홍석, 김상훈, 슈퍼 여대생, 슈퍼 주인 |                                                      |                        | 한국어 | 조현병 환자                                                              | 범죄자   | ?                 |      |
| 박은우 | 슈퍼 여대생       | 여성 | 마석도, 전일만, 오동균, 강홍석, 김상훈 | 짱구                                                           |                                                      |                        | 한국어 | 슈퍼마켓 알바생                                                          | 일반인   | ?                 |      |
| 이도은 | 슈퍼 주인         | 여성 | 마석도, 전일만, 오동균, 강홍석, 김상훈 | 짱구                                                           |                                                      |                        | 한국어 | 슈퍼마켓 사장                                                            | 일반인   | ?                 |      |

### 단역
- 김이현: 여비서 역
- 허승: 화교 살수 1 역(†)
- 이태규: 화교 살수 2 역(†)
- 최광희: 미얀마 살수 1 역(†)
- 권태호: 미얀마 살수 2 역(†)
- 권지훈: 미얀마 살수 3 역(†)
- 전재형: 미얀마 살수 4 역(†)
- 신재환: 장례식장 살수 1 역(†)
- 김원경: 장례식장 살수 2 역(†)
- 천준호: 장례식장 살수 3 역(†)
- 이원행: 장례식장 살수 4 역(†)
- 정수원: 지원형사 1 역
- 김희: 지원형사 2 역
- 이해원: 지원형사 3 역
- 정수일: 지원형사 4 역
- 김태욱: 지원형사 5 역
- 최형우: 교통경찰 1 역
- 이시형: 교통경찰 2 역
- 김서원: 순경 1 역
- 손승범: 순경 2 역
- 손상경: 편육조폭 역
- 박주환: 밀항조직원 역
- 한상경: 베트남 부하 형사 역
- 정우람: 공안 1 역
- 정명군: 공안 2 역
- 레 탄 히에우: 공안 3 역
- 응우옌 쯔엉 루: 공안 4 역
- 후인 응히엡 탄: 공안 5 역
- 응우옌 티엔탄: 사복공안 역
- 하 반 후안: 감식반장 역
- 김운영: 단독주택 주민 역
- 안재만: 금천서 취조남 1 역
- 이관민: 금천서 취조남 2 역
- 김승환: 중국집 배달원 역
- 김무성: 최춘백 운전기사 역
- 김병민: 버스기사 역
- 응우옌 탄 퉁: 베트남 영사관 경비원 1 역
- 최형락: 베트남 영사관 경비원 2 역
- 전국진: 베트남 영사관 공안 역
- 김동주: 장이수 택시 운전기사 역
- 김영준: 마석도 택시 운전기사 역
- 스티브: 구금실 직원 역
- 한상철: 슈퍼 피해남 역
- 이명자: 할머니 역
- 신재용: 한국 문신 조폭 1 역
- 정동룡: 한국 문신 조폭 2 역
- 오명진: 한국 문신 조폭 3 역
- 체리쉬 마닝앗: 동남아 결혼녀 1 역
- 마리아 테레사 머케이더: 동남아 결혼녀 2 역
- 김상욱: 공항 택시공안 역
- 응우옌 반케트: 출입국 공안 1 역
- 쯔엉 만 다이: 출입국 공안 2 역
- 티에우 티 투 타오: 출입국 공안 3 역
- 난드 비나이 쿠마르: 외국인 관광객 1 역
- 빌릭 로메인 카밀: 외국인 관광객 2 역
- 아마데이 제레미 줄스 프랑수아: 외국인 관광객 3 역
- 정수용: 베트남 도박장 건달 1 역
- 이광기: 베트남 도박장 건달 2 역
- 이병희: 베트남 도박장 건달 3 역
- 이재혁: 베트남 도박장 건달 4 역
- 김대근: 베트남 도박장 건달 5 역
- 선율우: 베트남 도박장 건달 6 / 카지노 종업원 역
- 김승현: 베트남 도박장 건달 7 역
- 전정일: 외사과 간부 역
- 백요섭: 외사과 간부 역
- 전찬원: 경찰서 질문 기자 역
- 황정윤: 경찰서 질문 기자 역
- 미상 : 주 회장 역

### 특별출연
| 연기자 | 배역 + 원여명 | 배역 + 원여명 | 성별 | 인간관계                               | 인간관계      | 인간관계    | 언어   | 소속                    | 등장인물 | 직업              |
| 연기자 | 배역 + 원여명 | 배역 + 원여명 | 성별 | 우호적인 관계                          | 적대적인 관계 | 애매한 관계 | 언어   | 소속                    | 등장인물 | 직업              |
| ------ | ------------- | ------------- | ---- | -------------------------------------- | ------------- | ----------- | ------ | ----------------------- | -------- | ----------------- |
| 정인기 | 이상용        | Lee Sang-yong | 남성 | 마석도, 전일만, 오동균, 강홍석, 김상훈 |               |             | 한국어 | 서울금천경찰서 경찰서장 | 경찰     | 경찰공무원 (서장) |
| 윤병희 | 휘발유        | Gasoline      | 남성 | 마석도, 전일만, 박창수, 식용유         |               | 라꾸        | 한국어 | ?                       | 일반인   | ?                 |

### 스턴트 대역
- 윤성민: 마석도 대역
- 이병희: 강해상 대역
- 이창훈, 곽장륜, 조용환, 김민규: 미얀마 조폭 대역

## 일본판 성우진
- 코야마 리키야 : 마석도(마동석)
- 미카미 사토시 : 강해상(손석구)
- 니시무라 타이스케 : 전일만(최귀화)
- 사토 세츠지 : 장이수(박지환)
- 츠치다 히로시 : 오동균(허동원)
- 미야자키 유우 : 강홍석(하준)
- 타나카 히카루 : 김상훈(정재광)
- ? : 최춘백(故 남문철)
- ? : 김인숙(박지영)
- 토비타 노부오 : 박창수(이주원)
- ? : 장기철(음문석)
- ? : 장순철(김찬형)
- ? : 두익(이규원)
- ? : 박 실장(박광재)
- 에그자일 네스미스 : 라꾸(우강민)
- ? : 까불이(강덕중)
- 에그자일 네스미스 : 애꾸 선장(한우열)

## 수상 목록
- 2022년 춘사영화제 남우조연상 (박지환)
- 2022년 춘사영화제 관객이 뽑은 최고 인기 영화상 (범죄도시 2)
- 2022년 춘사영화제 신인감독상 (이상용)
- 2022년 제42회 한국영화평론가협회상 신인남우상 (손석구)
- 2022년 제42회 한국영화평론가협회상 영평 10선
- 2022년 제43회 청룡영화상 한국영화최다관객상 (이상용)
- 2022년 제43회 청룡영화상 기술상 (허명행 외 1명)
- 2022년 제58회 대종상 영화제 촬영상 (주성림)
- 2022년 제58회 대종상 영화제 남자배우부문 피플스 어워드상 (박지환)
- 2022년 제58회 대종상 영화제 편집상 (김선민)

## 참고 사항
- 2편의 최종 보스 강해상 역을 맡은 손석구가 벌크업으로 덩치가 상당히 커진 사진이 공개되었다. 따라서 손석구가 맡은 강해상이 전작의 장첸처럼 육체파쪽 주먹싸움 위주로 범죄를 일으키는 빌런일 확률이 높으며, 어쩌면 강해상은 장첸보다 더 강력한 힘과 실력을 가진 빌런일 확률 또한 높다.
- 2편의 VOD는 2022년 7월 23일에 공개되었다.
- 손석구는 tvN 수목드라마 마더, 이 작품에서도 두번째 악역으로 나왔다.
- 서문호는 1편에서는 흑룡파 조직원들 역할을 맡았고, 2편에서는 식용유 역할을 맡았다.
- 이태규는 1편에서는 형사들 역할을 맡았고, 2편에서는 화교 살수 2 역할을 맡았다.
- 마동석과 손석구는 영화 《센스 8》 이후로 6개월만에 재회한다.
- 마동석, 최귀화, 박지환, 허동원, 하준, 서문호, 이태규, 정인기, 윤병희는 영화 《범죄도시》 이후로 6개월만에 복귀하는 작품이다.
- 마동석, 박지환, 차우진, 서문호와, 이태규는 영화 《그라운드 제로》 이후로 2개월만에 재회한다.
- 마동석, 남문철과 강덕중은 드라마 《38사기동대》 이후 약 6년만에 재회한다.
- 마동석과 박광재는 영화 《챔피언》, 《성난황소》 이후로 5년만에 재회한다.
- 마동석과 우강민은 영화 《악인전》 이후로 4년만에 재회한다.
- 마동석과 백승익은 영화 《부당거래》 이후로 14개월, 《베테랑》 이후로 8개월만에 재회한다.
- 마동석과 정인기는 영화 《이웃사람》 이후로 11개월만에 재회한다.
- 손석구, 최귀화, 남문철은 드라마 《슈츠》 이후 약 5개월만에 재회한다.
- 최귀화와 남문철은 2017년에 개봉한 영화 《더 킹》 이후로 6개월만에 재회한다.
- 최귀화, 우강민과 권혁범은 드라마 《나쁜 녀석들: 악의 도시》 이후 약 6개월만에 재회한다.[9]
- 박지환, 허동원, 김영성, 박광재, 우강민과 권혁범은 영화 《유체이탈자》[10]이후로 2개월만에 재회한다.
- 박지환, 하준, 남문철과 박광재는 드라마 《육룡이 나르샤》 이후로 9개월만에 재회한다.
- 박지영은 KBS 2TV 주말드라마 《현재는 아름다워》 이후로 1개월만에 재회한다.
- 김찬형과 박광재는 넷플릭스 드라마 《스위트홈》 이후로 3개월만에 재회한다.
- 이규원과 강덕중은 영화 《인질》 이후로 약 2개월만에 재회한다.
- 이규원과 권혁범은 넷플릭스 드라마 《킹덤: 아신전》 이후로 2개월만에 재회한다.
- 박광재와 우강민은 영화 《미션 파서블》[11]이후로 2년만에 재회한다.
- 전진오는 OCN 주말드라마 《경이로운 소문》 이후로 3개월만에 재회한다.
- 전진오와 우강민은 영화 《크라임 퍼즐》 이후로 2개월만에 재회한다.
- 선율우와 김대근은 드라마 《비밀과 거짓말》, 《시간이 멈추는 그때》, 영화 《바운티 헌터스: 현상금사냥꾼》, 《염력》, 《신과함께: 인과 연》, 《언니》, 《퍼펙트맨》, 《비스트》, 《대박부동산》, 《사냥의 시간》 등에 이어서 이 작품에도 출연한다.
- 베트남 촬영지는 영화 《다만 악에서 구하소서》 촬영지이다.
- 남문철의 영화 유작이다.
- 3편에서도 마석도 역을 맡은 마동석이 재등장할 것으로 예상되며 3편에서는 장이수 역을 맡은 박지환이 나오지 않는다.
- 3편의 메인 빌런은 최종 보스와 중간 보스가 주연으로 동시에 나오지만, 3편의 빌런은 이준혁과 아오키 무네타카가 캐스팅 되었다.
- 2편 개봉했지만, 범죄도시 시리즈 3편 촬영 종료 후에 스틸컷이 공개되었다. 또한 동시촬영 예정인 범죄도시4 촬영에 돌입한다.

## 같이 보기
- 범죄도시
- 범죄도시3
- 범죄도시4
- 범죄도시5
- 범죄도시6
- 범죄도시7
- 범죄도시8
- 범죄도시 시리즈

## 역대 범죄조직
- 중국 조선족 조직 및 살인 (1편)
- 대한민국 부패 경찰 & 일본 야쿠자 조직 (3편)
- 대한민국 불법 온라인 도박 사이트 조직 (4편)
- 중국 마피아 조직 및 살인 (5편)
- (6편)
- (7편)
- (8편)

## 빌런 정보
| 범죄도시 시리즈 메인 빌런 | 범죄도시 시리즈 메인 빌런               | 범죄도시 시리즈 메인 빌런               | 범죄도시 시리즈 메인 빌런               |
| 1부                       | 1부                                     | 1부                                     | 1부                                     |
| 범죄도시                  | 범죄도시2                               | 범죄도시3                               | 범죄도시4                               |
| ------------------------- | --------------------------------------- | --------------------------------------- | --------------------------------------- |
| 장첸                      | 강해상                                  | 주성철, 리키                            | 백창기                                  |
| 2부                       |                                         |                                         |                                         |
| 범죄도시5                 | 범죄도시6                               | 범죄도시7                               | 범죄도시8                               |
| 첸강 스포일러             | ??? (페이크 최종보스) ??? (진 최종보스) | ??? (페이크 최종보스) ??? (진 최종보스) | ??? (페이크 최종보스) ??? (진 최종보스) |

| 범죄도시 시리즈 최종 보스 | 범죄도시 시리즈 최종 보스               | 범죄도시 시리즈 최종 보스               | 범죄도시 시리즈 최종 보스               |
| 1부                       | 1부                                     | 1부                                     | 1부                                     |
| 범죄도시                  | 범죄도시2                               | 범죄도시3                               | 범죄도시4                               |
| ------------------------- | --------------------------------------- | --------------------------------------- | --------------------------------------- |
| 장첸                      | 강해상                                  | 주성철                                  | 백창기                                  |
| 2부                       |                                         |                                         |                                         |
| 범죄도시5                 | 범죄도시6                               | 범죄도시7                               | 범죄도시8                               |
| 첸강 스포일러             | ??? (페이크 최종보스) ??? (진 최종보스) | ??? (페이크 최종보스) ??? (진 최종보스) | ??? (페이크 최종보스) ??? (진 최종보스) |

| 범죄도시 시리즈 더블 최종 보스격 중간 보스 | 범죄도시 시리즈 더블 최종 보스격 중간 보스 | 범죄도시 시리즈 더블 최종 보스격 중간 보스 | 범죄도시 시리즈 더블 최종 보스격 중간 보스 |
| 1부                                        | 1부                                        | 1부                                        | 1부                                        |
| 범죄도시                                   | 범죄도시2                                  | 범죄도시3                                  | 범죄도시4                                  |
| ------------------------------------------ | ------------------------------------------ | ------------------------------------------ | ------------------------------------------ |
| 없음                                       | 없음                                       | 리키                                       | 조지훈                                     |
| 2부                                        |                                            |                                            |                                            |
| 범죄도시5                                  | 범죄도시6                                  | 범죄도시7                                  | 범죄도시8                                  |
| 스포일러                                   | ???                                        | ???                                        | ???                                        |

| 범죄도시 시리즈 중간 보스 | 범죄도시 시리즈 중간 보스 | 범죄도시 시리즈 중간 보스 | 범죄도시 시리즈 중간 보스 |
| 1부                       | 1부                       | 1부                       | 1부                       |
| 범죄도시                  | 범죄도시2                 | 범죄도시3                 | 범죄도시4                 |
| ------------------------- | ------------------------- | ------------------------- | ------------------------- |
| 위성락, 양태              | 장기철 & 장순철           | 김용국, 마하              | 권태운                    |
| 2부                       |                           |                           |                           |
| 범죄도시5                 | 범죄도시6                 | 범죄도시7                 | 범죄도시8                 |
| ???                       | ???                       | ???                       | ???                       |

| 범죄도시 시리즈 서브 빌런 | 범죄도시 시리즈 서브 빌런 | 범죄도시 시리즈 서브 빌런  | 범죄도시 시리즈 서브 빌런 |
| 1부                       | 1부                       | 1부                        | 1부                       |
| 범죄도시                  | 범죄도시2                 | 범죄도시3                  | 범죄도시4                 |
| ------------------------- | ------------------------- | -------------------------- | ------------------------- |
| 장이수, 안성태, 도승우    | 없음                      | 토모카와 료, 이치조 요시오 | 장동철                    |
| 2부                       |                           |                            |                           |
| 범죄도시5                 | 범죄도시6                 | 범죄도시7                  | 범죄도시8                 |
| ??? ???                   | ??? ???                   | ??? ???                    | ??? ???                   |

| 범죄도시 시리즈 메인 빌런의 오른팔 | 범죄도시 시리즈 메인 빌런의 오른팔 | 범죄도시 시리즈 메인 빌런의 오른팔 | 범죄도시 시리즈 메인 빌런의 오른팔 |
| 1부                                | 1부                                | 1부                                | 1부                                |
| 범죄도시                           | 범죄도시2                          | 범죄도시3                          | 범죄도시4                          |
| ---------------------------------- | ---------------------------------- | ---------------------------------- | ---------------------------------- |
| 위성락                             | 두익                               | 김용국, 마하                       | 조지훈                             |
| 2부                                |                                    |                                    |                                    |
| 범죄도시5                          | 범죄도시6                          | 범죄도시7                          | 범죄도시8                          |
| ??? ???                            | ??? ???                            | ??? ???                            | ??? ???                            |

| 범죄도시 시리즈 메인 빌런의 왼팔 | 범죄도시 시리즈 메인 빌런의 왼팔 | 범죄도시 시리즈 메인 빌런의 왼팔 | 범죄도시 시리즈 메인 빌런의 왼팔 |
| 1부                              | 1부                              | 1부                              | 1부                              |
| 범죄도시                         | 범죄도시2                        | 범죄도시3                        | 범죄도시4                        |
| -------------------------------- | -------------------------------- | -------------------------------- | -------------------------------- |
| 양태                             | 없음                             | 이강호, 마사                     | 이 과장, 제이슨                  |
| 2부                              |                                  |                                  |                                  |
| 범죄도시5                        | 범죄도시6                        | 범죄도시7                        | 범죄도시8                        |
| ??? ???                          | ??? ???                          | ??? ???                          | ??? ???                          |

## 최종 전투
| 범죄도시 시리즈 최종 전투 | 범죄도시 시리즈 최종 전투 | 범죄도시 시리즈 최종 전투 | 범죄도시 시리즈 최종 전투 |
| 1부                       | 1부                       | 1부                       | 1부                       |
| 범죄도시                  | 범죄도시2                 | 범죄도시3                 | 범죄도시4                 |
| ------------------------- | ------------------------- | ------------------------- | ------------------------- |
| 김포공항 화장실           | 지하차도 버스             | 고급 일식집               | 인천공항 기내 일등석      |
| 김포공항 화장실           | 지하차도 버스             | 구룡경찰서                | 인천공항 기내 일등석      |
| 2부                       |                           |                           |                           |
| 범죄도시5                 | 범죄도시6                 | 범죄도시7                 | 범죄도시8                 |
| 길거리                    | 공장                      | 미정                      | 미정                      |
| 지하철                    | 기차                      | 미정                      | 미정                      |